# 余小恵
余 小恵（よ しょうけい、1949年—）は、中華人民共和国の小説家。代表作に小説『都市風流』。中国共産党党員。

## 略歴
原籍は江蘇省揚州市で、1940年1月4日に上海市に生まれた。
1968年、黒竜江省生産建設兵団に入団。
1974年天津師範大学中文系卒業。後、天津工芸美院教員、党委副書記、天津中医学院教員、幹部、天津百花文芸出版社『小説月報』編輯部及編輯室編輯、主任、副編審、編審、東方文化影視中心主任を歴任する。
1981年に執筆活動を開始した。
1991年、中国作家協会に入会。

## 作品

### 共著長篇小説
- 孫力共著『但願人長久』
- 孫力共著『都市風流』

### 短篇小説
- 孫力共著『棗花蜜』

### 劇本
- 『走向冰川』
- 孫力共著『真誠』
- 『観世音伝』

## 受賞
1991年、『都市風流』、第三回茅盾文学賞。
『真誠』、天津市第二回魯迅文学賞。
『但願人長久』、天津市第四回魯迅文学賞。